# Kim Eun-mi
Kim Eun-mi, född den 17 december 1975, är en sydkoreansk handbollsspelare.
Hon tog OS-silver i damernas turnering i samband med de olympiska handbollstävlingarna 1996 i Atlanta.